# БМ-27 «Ураган»
БМ-27 «Ураган» (Індекс ГРАУ 9К57, пускова установка — 9П140) — реактивна система залпового вогню калібру 220 мм, розроблена в СРСР. Комплекс має бойову і транспортну машини, які базуються на доопрацьованому шасі ЗІЛ-135ЛМ. Система несе 16 реактивних снарядів масою по 280 кг кожен, які здатна випустити залпом за 20 секунд.

## Історія
Система «Ураган» була розроблена на початку 70-х в ДНВП «Сплав» під керівництвом генерального конструктора А.Н. Ганічева і в 1976 році прийнята на озброєння Радянської Армії. РСЗВ «Ураган» повинна була замінити дещо застарілий комплекс БМ-21 «Град». В результаті розробки і впровадження нової системи управління польотом реактивних снарядів точність РСЗВ «Ураган» у порівнянні з «Градом» була збільшена приблизно в 1,5 рази.

### Призначення
Система призначена для ураження різних розгорнутих цілей:
- відкритої й прихованої живої сили;
- неброньованої, легкоброньованої та броньованої техніки мотопіхотних і танкових рот;
- артилерійських підрозділів;
- тактичних ракет;
- зенітних комплексів;
- гелікоптерів на стоянках;
- командних пунктів;
- вузлів зв'язку;
- об'єктів військово-промислової структури.

## Номенклатура боєприпасів
| Номенклатура боєприпасів |           |                  |                     |             |                |                |                        |
| Індекс снаряду           | Індекс БЧ | Маса снаряду, кг | Довжина снаряду, мм | Маса БЧ, кг | Маса ВР/ОР, кг | Тип підривника | Дальність стрільби, км |
| Осколково-фугасні        |           |                  |                     |             |                |                |                        |
| 9М27Ф                    | 9Н128Ф    | 280              | 4832,5              | 100         | 51,9           | контактний     | 10...35                |
| Касетні                  |           |                  |                     |             |                |                |                        |
| 9М27К                    | 9Н128К    | 270              | 5178                | 90          | 30×0,3         | безконтактний  | 10...35                |
| 9М27К1                   | 9Н516     | 270              | 5178                | 90          | 30×0,3         | безконтактний  | 10...35                |
| 9М27К2                   | 9Н128К2   | 270              | 5178                | 89,5        | 24×1,1         | безконтактний  | 10...35                |
| Запалювальні             |           |                  |                     |             |                |                |                        |
| 9М27С                    | 9Н128С    |                  |                     |             |                | контактний     |                        |

### 9М27Ф
9М27Ф — 220 мм осколково-фугасний снаряд, стандартний снаряд РСЗВ «Ураган». Маса снаряду — 280 кг, маса БЧ — 100 кг, ВР — 51,9 кг ТГАФ-5. Дальність стрільби — від 10 до 35 км.

### 9М27К
Транспортний контейнер 9М27К несе бойову частину з осколковими бойовими елементами 9Н210 та призначений для ураження живої сили та легкоброньованої техніки:
- Дальність: 10—35 км
- Маса: 270 кг
- Довжина: 5178 мм
- Маса бойової частини: 90 кг
- Бойові елементи: 30 × 9Н210
- Маса бойового елемента: 1,8 кг
- Маса вибухівки в бойовому елементі: 0,3 кг
- Кількість готових уламків у бойовому елементі: 370…400 × 2 г
- Самознищення бойового елемента: через 110 с

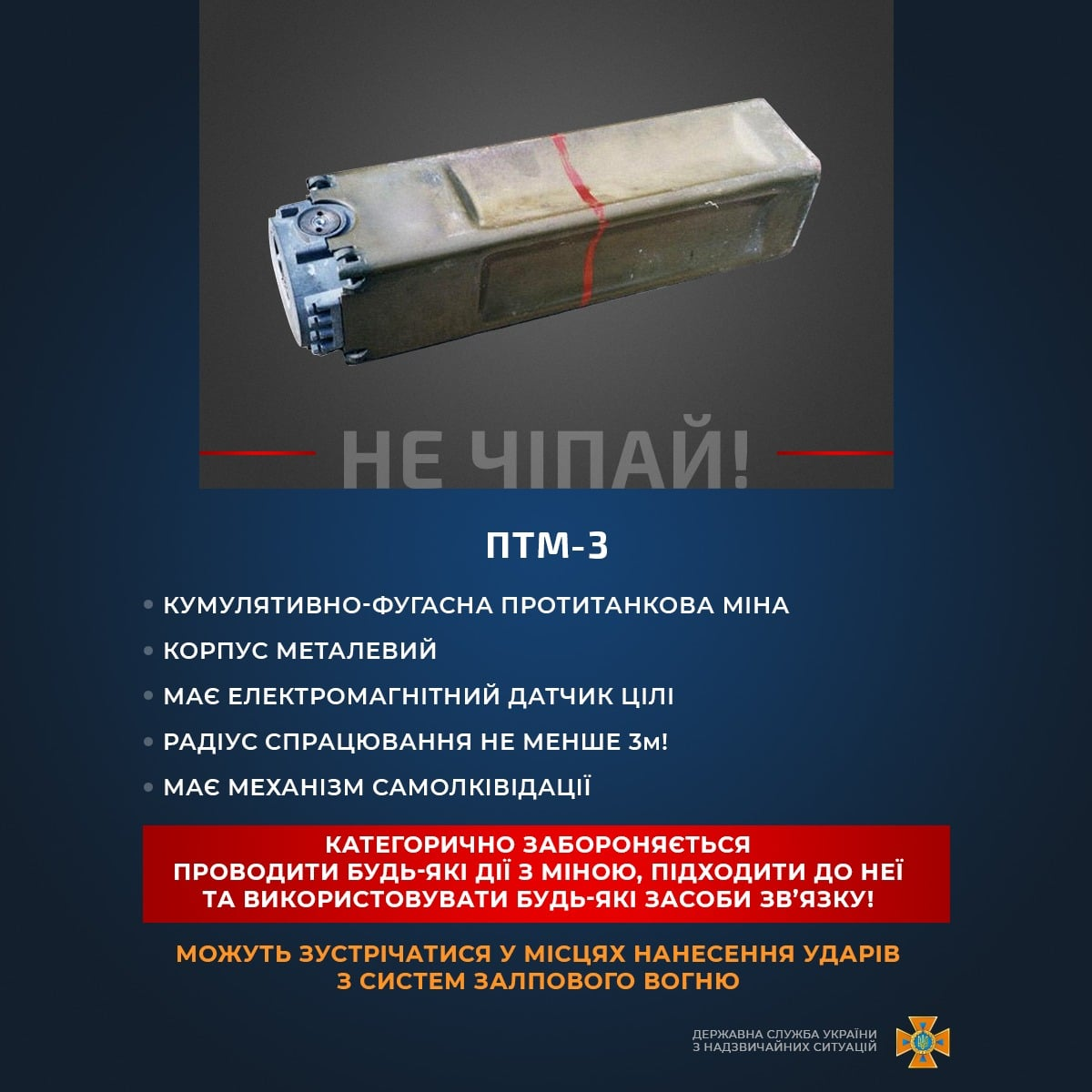
Протитанкова міна ПТМ-3
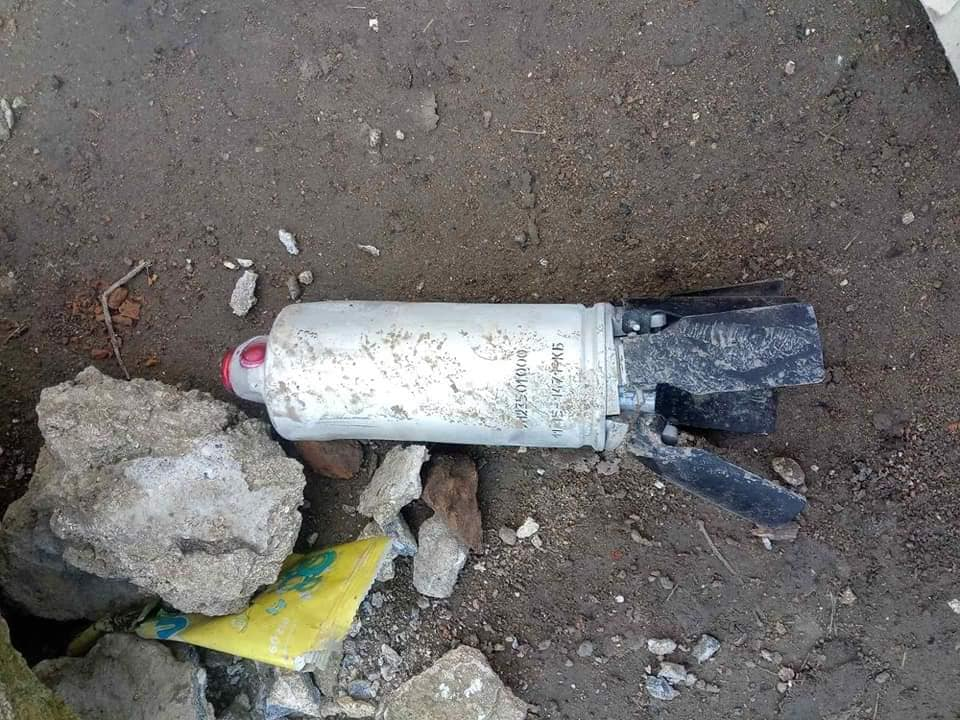
Осколково-фугасні бойові елементи 9Н210 та 9Н235 ззовні відрізняє лише маркування

### «Тайфун-2»
«Тайфун-2» — 220 мм модернізований снаряд, створений КБ «Південне». Має збільшену дальність стрільби: 65 км замість 35, як у звичайного снаряда «Урагана».

## Технічні характеристики
До складу комплексу РСЗВ входять бойові машини 9П140 та транспортно-заряджальні 9Т452. Обидві виконані на шасі ЗІЛ-135ЛМ.
Кількість снарядів у залпі однієї бойової машини: 16 штук. Час залпу з однієї бойової машини — 20 с. Дальність вогню — від 10 до 35 км. Маса бойової машини — 20 т, реактивного снаряда — 280 кг. Обслуга бойової машини — 4 людини.

## Модифікації

### Україна

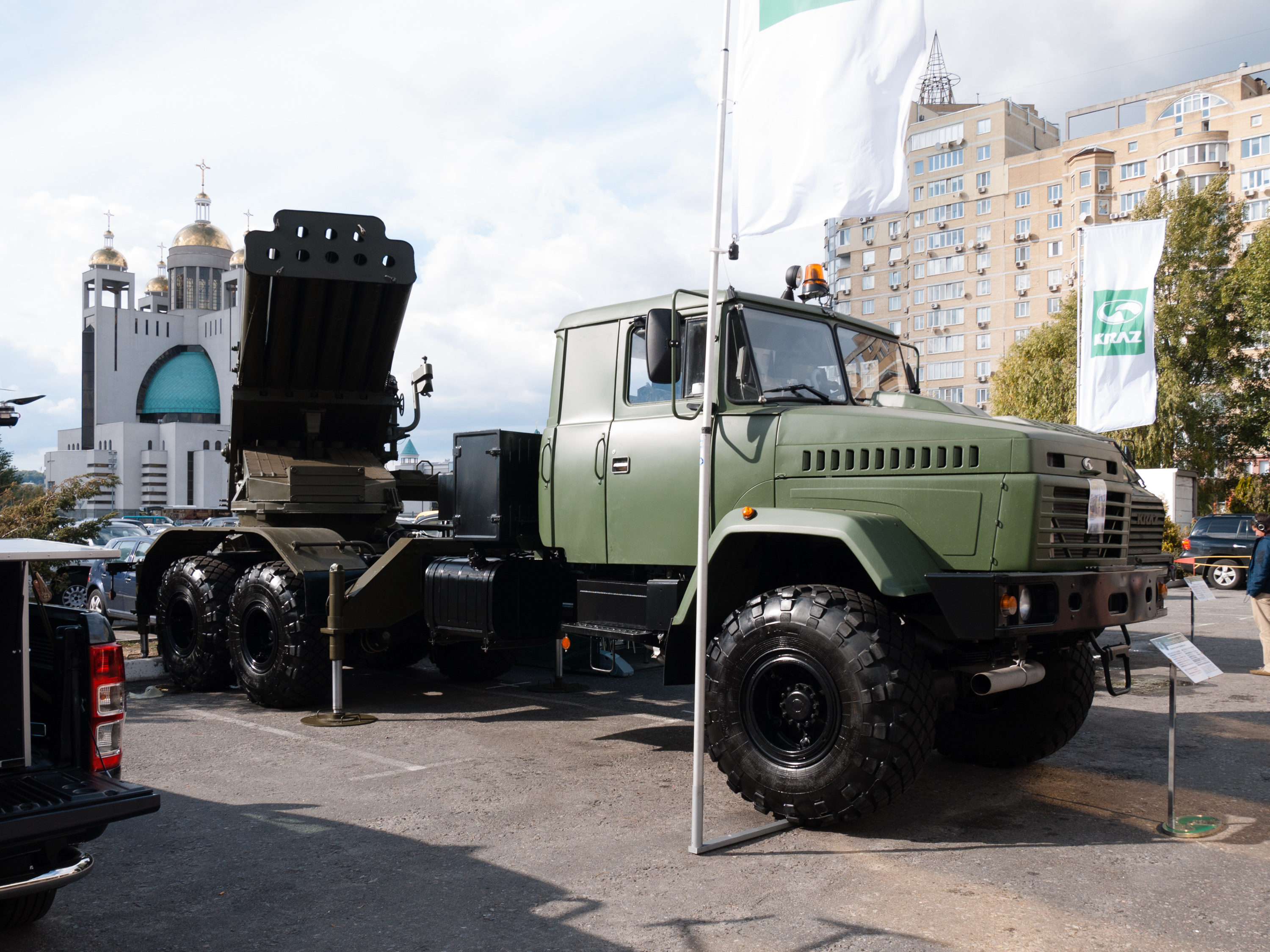
Бастіон-03 на військовій виставці

- КрАЗ-6322РА «Бастіон-03» — реактивна система залпового вогню, що складається з шасі КрАЗ-6322 і бойової частини 9К57 «Ураган». Дальність стрільби комплексу — до 35 км.
- РСЗВ «Буревій» — РСЗВ на шасі Tatra, модернізація реактивної системи залпового вогню «Ураган». У номенклатурі боєприпасів всі наявні до РСЗВ БМ-27, а також у перспективі збільшені по дальності 65 км «Тайфун-2» від КБ «Південне». Реактивна система оснащена цифровою системою управління вогню, включно із системою обміну інформацією на полі бою[4].

### Росія
- 9К512 Ураган-1М — бойова та транспортно-зарядна машини системи «Ураган-1М» виконані на базі шасі МЗКТ-7930 «Астролог». Бойова машина здатна стріляти реактивними снарядами як від 220-мм систем 9К57 «Ураган», так і від 300-мм систем 9К58 «Смерч»[5]. Напрямні представлені 2 змінними ТПК (по 6 РС 300-мм або по 15 РС 220-мм у кожному) відповідного калібру[6].

## Бойове застосування
РСЗВ 9К57 широко використовувалася під час бойових дій в Афганістані.
Застосовувалася російськими збройними силами під час першої та другої російсько-чеченських війн.
Також застосовувалася російськими збройними силами під час Російсько-грузинської війни.

### Російсько-українська війна
Перші ознаки використання РСЗВ «Ураган» з'явились вже у липні 2014 року.
24 січня 2015 року керовані з Москви бойовики «ДНР» обстріляли східні околиці міста Маріуполь. У звіті спеціальної моніторингової місії ОБСЄ щодо теракту в Маріуполі зазначено, що місто було обстріляне бойовиками з установок «Град» та «Ураган».
На основі аналізу вирв від снарядів фахівці СММ ОБСЄ встановили, що ракети системи «Град» були випущені з північно-східного напрямку, з району населеного пункту Октябрське, а ракети системи «Ураган» — зі східного, з району населеного пункту Заїченко. Обидва населені пункти перебувають під контролем «ДНР» та розташовані на відстані 19 та 15 км відповідно.

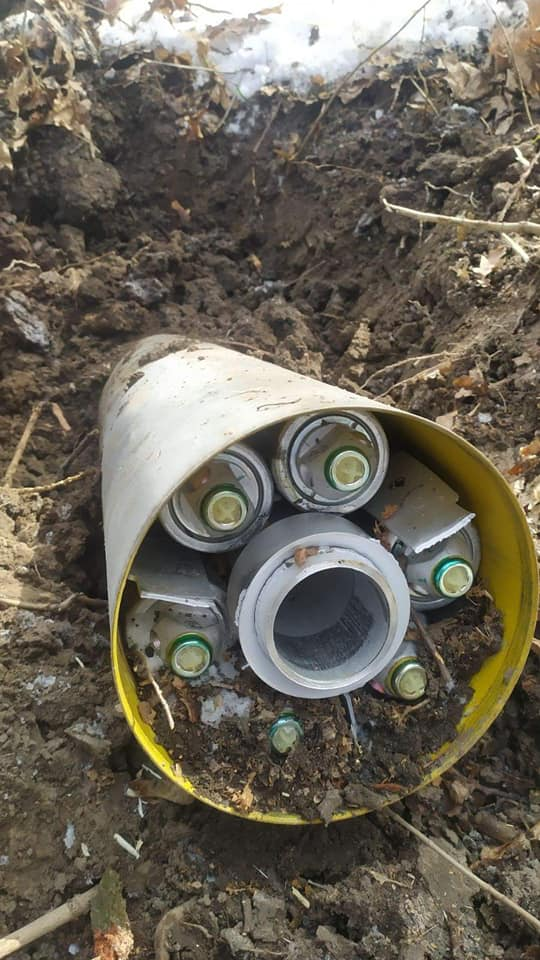
Розкрита касетна БЧ РС від «Урагану», видно частину секції касети та 6 бойових елементів. Харківська область, 2022

Під час агресії Росії проти України 2022 року «Урагани» використовувались росіянами для обстрілу жилих масивів Охтирки, спальних районів Харкова, внаслідок чого було зруйновано десятки будинків і постраждали десятки людей.
24 березня 2022 року у Харкові в районі вулиці Академіка Павлова росіяни зі зброї дальньої дії обстріляли пункт «Нової пошти» #6, біля якого харків'яни отримували гуманітарну допомогу. За попередніми даними, загинули 6 мирних жителів, в тому числі 2 від прямого влучання порожньої касети в людей, ще 15 — поранені, деяких госпіталізували. За словами саперів це були «ракети системи „Ураган“ з касетними елементами, які несуть сотні уламків».
Використовувався Росією для ракетного удару по Часовому Яру, внаслідок чого загинуло 46 мирних жителів та 2 військовослужбовці ЗСУ. Експерти Human Rights Watch, а також військові експерти та аналітики зафіксували використання Росією РСЗВ «Ураган» та завдання ударів касетними боєприпасами 9М27К з нього по Миколаєву, Чернігову, в тому числі по дитячій лікарні в Чернігові, Харківській лікарні та іншим цивільним об'єктам.
19 липня 2024 року було виявлено, що Ка-52 був збитий ракетою БМ-27 «Ураган». Місце та дата інциденту не були оприлюднені, однак обидва члени екіпажу загинули. Це сталося після подібного інциденту, коли схожа ракета мало не влучила в Ка-52, що було зафіксовано на відео з кабіни.
Станом на 7 липня 2025 року редактори Oryx Blog знайшли фото чи відео підтвердження безповоротної втрати Росією 92 пускових установок 9П140: 86 знищено та 6 захоплено силами ЗСУ, ще низка були пошкоджені. Україна, за даними Oryx, втратила 9 пускових: 4 знищено та 5 захоплено силами ЗС РФ.

### Громадянська війна в Сирії
БМ-27 «Ураган» перебували на озброєні сирійської арабської армії, якими вона активно користувалась протягом громадянської війни.
Вже в лютому 2014 року у відкритому доступі були оприлюднені матеріали з рештками ракет 9М27К (або 9М27К1) неподалік населеного пункту Намар провінції Дар'а.
Так, наприклад, в серпні 2018 року був завданий удар із використанням касетних реактивних снарядів 9М27К по населених пунктах в провінції Ідліб.

## Оператори

### Поточні
- Білорусь — 36 9П140 «Ураган», станом на 2024 рік[25].
- Гвінея — 3 одиниць 9П140, станом на 2024 рік[26], всього поставлено 4 РСЗВ «Ураган»[27]
- Еритрея — 9 одиниць 9П140, станом на 2024 рік[28]. Поставлені у 2007 році з Білорусі[29]
- Киргизстан — 6 одиниць 9П140, станом на 2024[30]
- Молдова — станом на 2024 The Military Balance вказує на кількість в 11 одиниць 9П140[31]
- Росія 
  - Сухопутні війська — 200 9П140 «Ураган» та 6 2К512 «Ураган-М» на озброєнні і 550 9П140 на зберіганні, станом на 2024 рік[32].
  - Берегові війська ВМФ — 18 9П140 «Ураган», станом на 2024 рік[33].
- Сирія — деяка кількість 9П140, станом на 2024 рік[34]. 36 одиниць 9П140 поставлено з СРСР в період з 1987 по 1988 роки[35]
- Таджикистан — всього поставлено 12 РСЗВ «Ураган»[27]
- Туркменістан — 60 одиниць 9П140, станом на 2024 рік[36], за даними ВАТ «Мотовилихинские заводы» поставлено всього 54 РСЗВ «Ураган»[27]
- Україна — 35 9П140 «Ураган», станом на 2024 рік[37]
- Узбекистан — 48 одиниць 9П140, станом на 2024 рік[38]

За деякими повідомленнями 11 одиниць були поставлені з Молдови до Вірменії в 2011 році. Проте, за іншими даними, 12 молдовських комплексів 9К57 були поставлені в Ємен в 1994 році, до Вірменії при цьому, ні з Молдови, ні з будь-якої іншої держави постачання РСЗВ 9К57 «Ураган» не здійснювались.

### Колишні
- Афганістан — деяка кількість 9П140, станом на 2010 рік[42], всього поставлено 18 РСЗВ «Ураган»[27]
- Ємен — поставлено 12 РСЗВ «Ураган»[27] з Молдови в 1994[35].
- Ірак — поставлено 24 РСЗВ «Ураган»[27]
- Казахстан — 180 одиниць 9П140 на зберіганні, станом на 2019 рік[43]

## Галерея

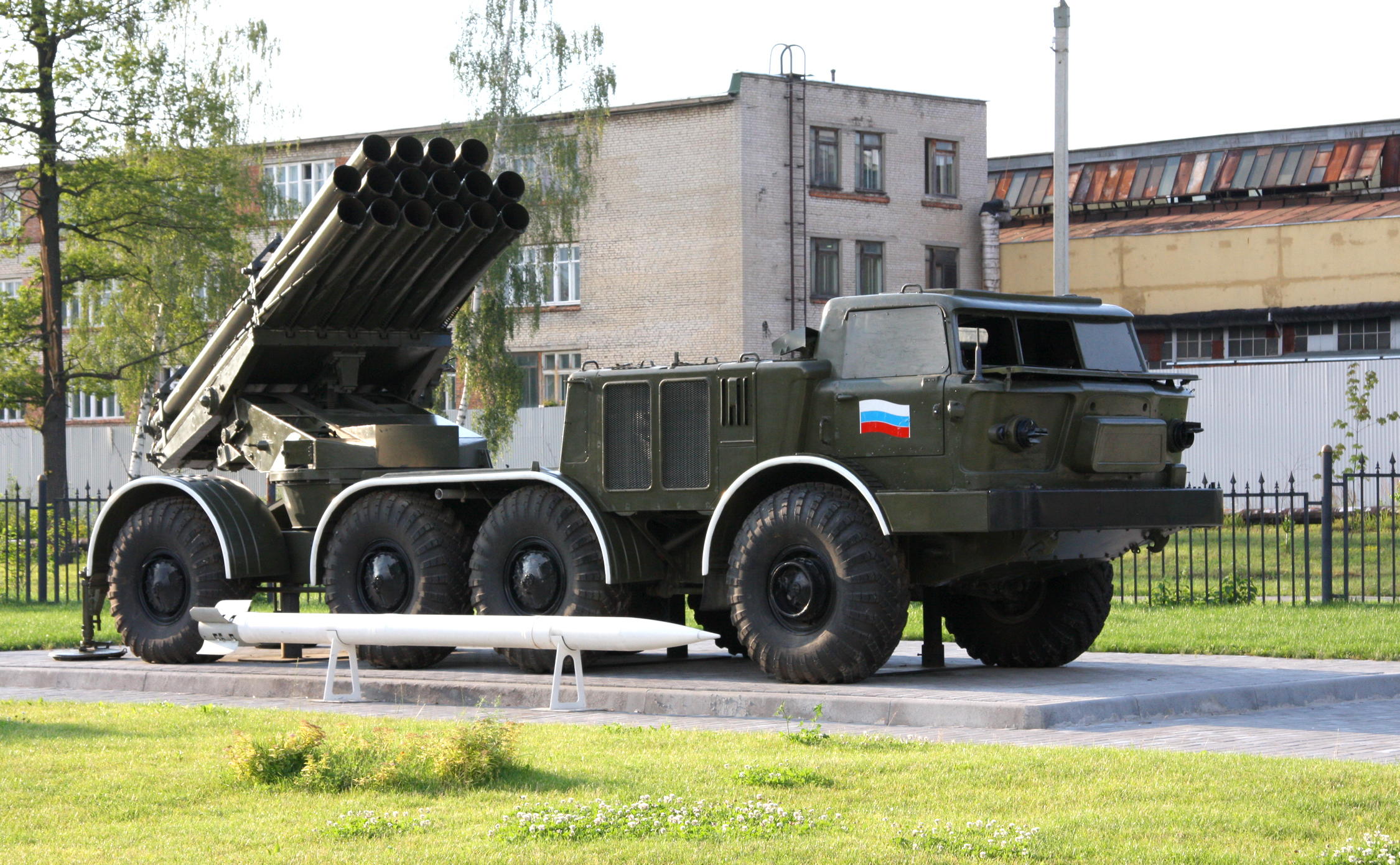
БМ-27 «Ураган», встановлена як пам'ятник А. Н. Ганічеву поруч з ДНВП «Сплав», Тула
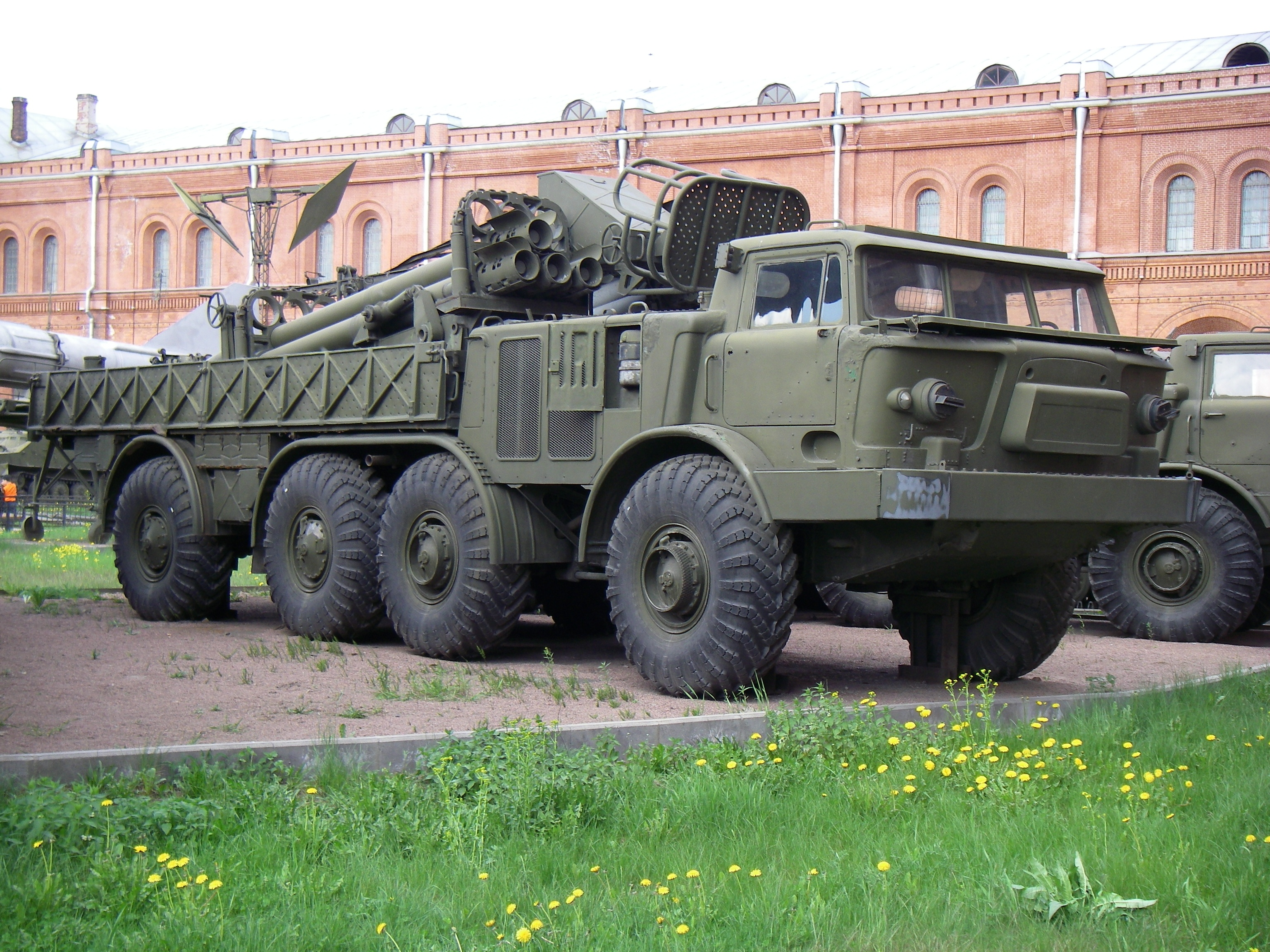
9T452 транспортно-заряджальна машина
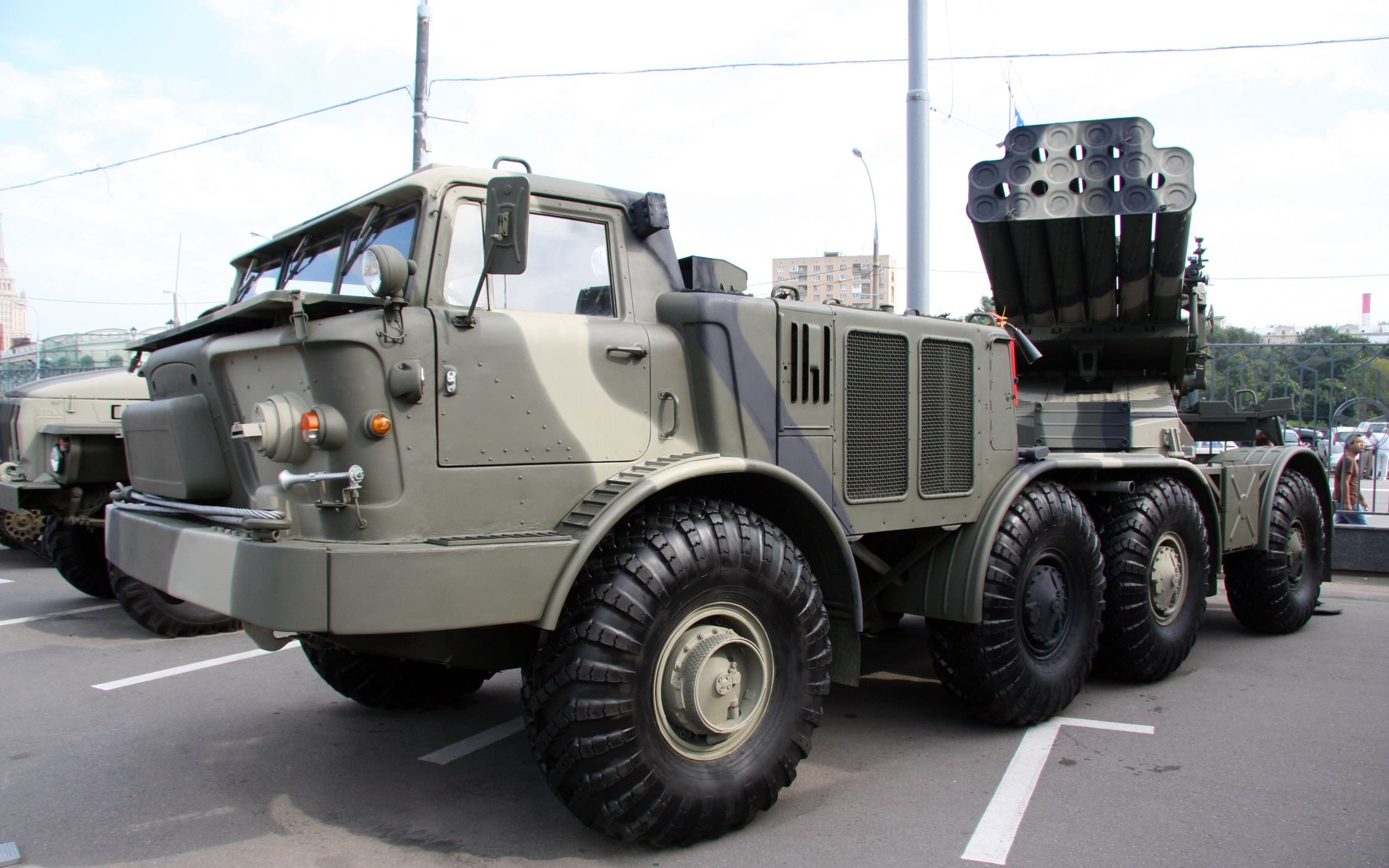
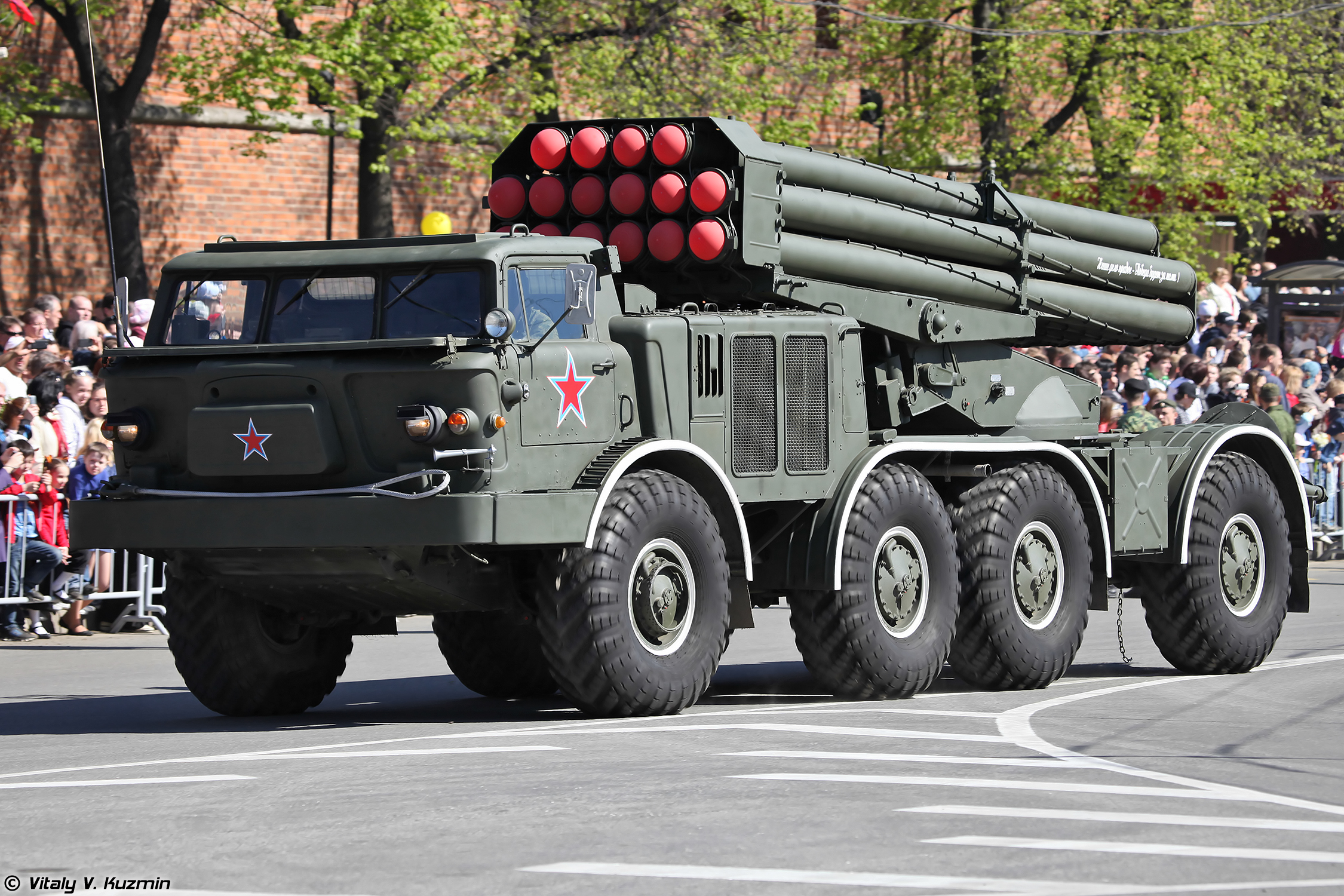
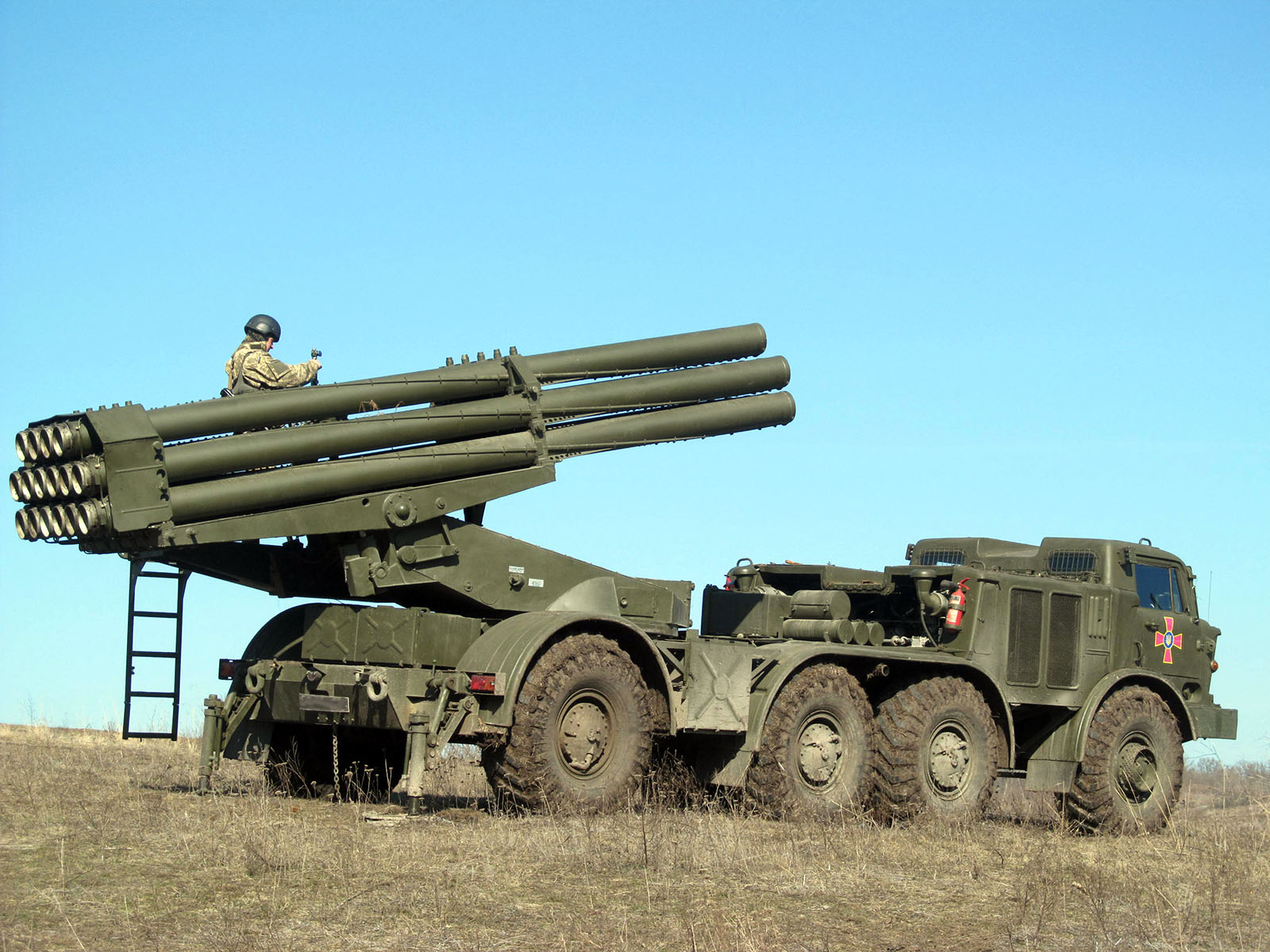
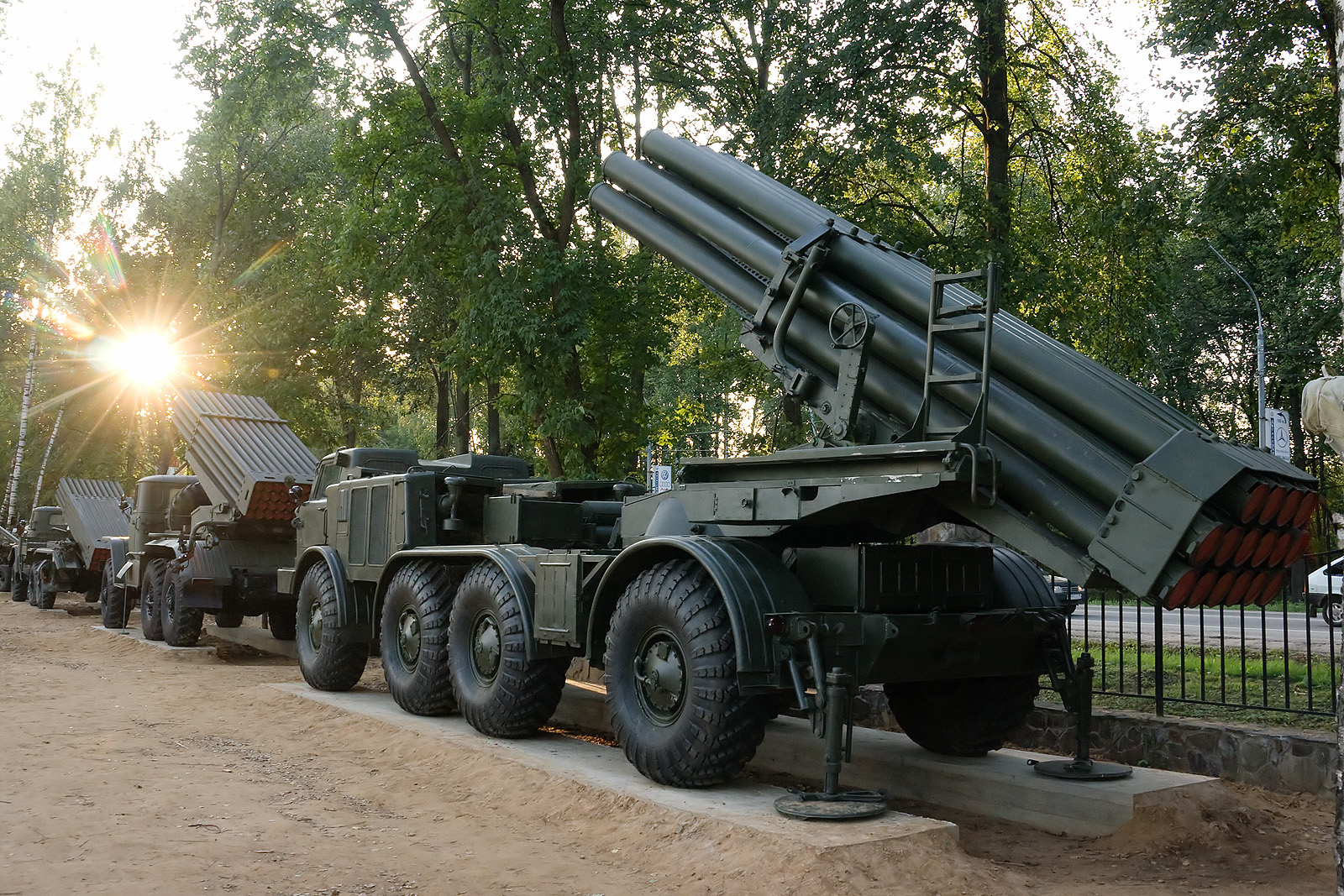
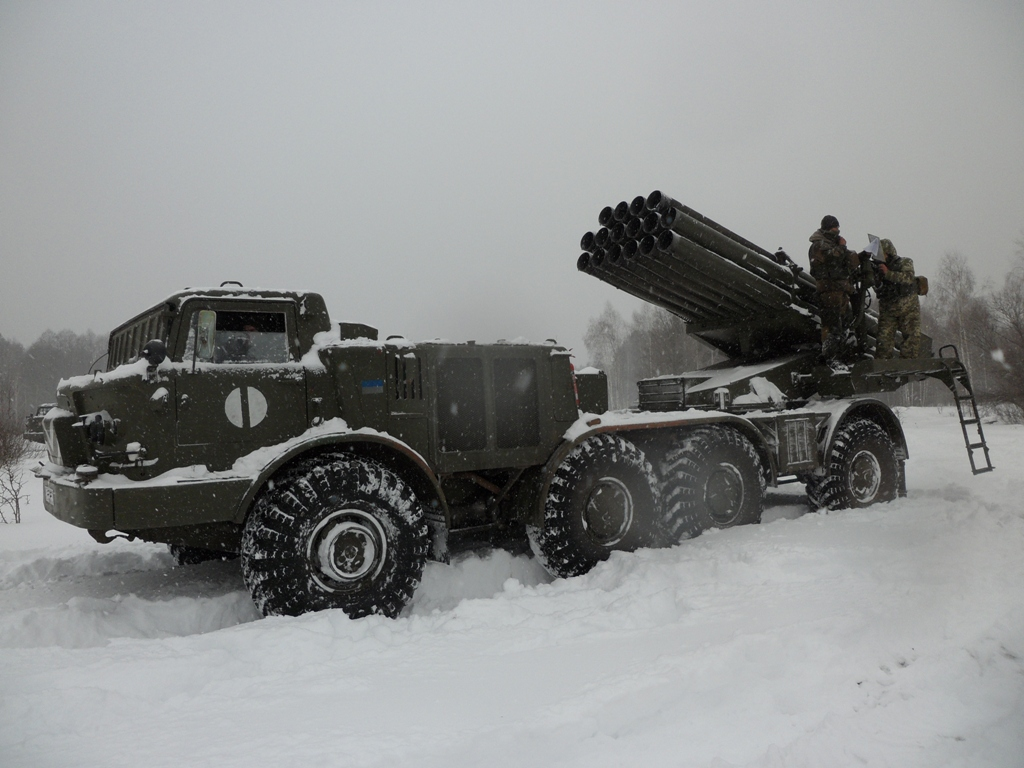